# Business-to-Consumer
Business-to-Consumer (B2C, englisch für ‚Unternehmen zum Verbraucher‘; auch Business to Client oder Direct to Consumer, D2C) ist in der Betriebswirtschaftslehre, im E-Business und allgemein im Marketing der Anglizismus für eine Geschäftsbeziehung zwischen Unternehmen und Privatpersonen. Gegensatz ist Consumer-to-Business.

## Allgemeines
Der im E-Business entwickelte Begriff kann auch verallgemeinernd für alle Geschäftsbeziehungen zwischen verschiedenen Wirtschaftssubjekten oder zwischen zwei gleichen Wirtschaftssubjekten verwendet werden. Wirtschaftssubjekte sind Privathaushalte (englisch consumer), Unternehmen (englisch business) und der Staat mit seiner öffentlichen Verwaltung (englisch administration, government). Der Wirtschaftswissenschaftler Thomas Schildhauer definiert wie folgt: „Business-to-Consumer ist die Bezeichnung für Geschäftsbeziehungen, Geschäftsprozesse und Geschäftsmodelle zwischen Unternehmen und Privathaushalten“. „Business-to…“ beschreibt dasjenige Wirtschaftssubjekt, das die Geschäftsbeziehung angebahnt hat. Gegenstand der Beziehung kann ein Kaufvertrag, Mietvertrag, sonstiger Vertrag oder ein Gesetz sein, aufgrund dessen Güter oder Dienstleistungen gegen Geld (oder ausnahmsweise gegen andere Güter) ausgetauscht werden.

## Übersicht aller Geschäftsbeziehungen
Die Geschäftsbeziehungen zwischen einzelnen Wirtschaftssubjekten können wie folgt systematisiert werden:
| Wirtschaftssubjekt    | Privathaushalte Beispiel                                  | Unternehmen Beispiel                        | öffentliche Haushalte Beispiel                            |
| --------------------- | --------------------------------------------------------- | ------------------------------------------- | --------------------------------------------------------- |
| Privathaushalte       | Consumer-to-Consumer Tauschbörsen wie eBay                | Consumer-to-Business Aufträge, Bestellungen | Consumer-to-Administration Steuererklärung, Melderegister |
| Unternehmen           | Business-to-Consumer Lieferung von Waren im Versandhandel | Business-to-Business Interbankenhandel      | Business-to-Administration Lohnsteueranmeldung            |
| öffentliche Haushalte | Administration-to-Consumer Gebührenbescheid               | Administration-to-Business Außenprüfung     | Administration-to-Administration Amtshilfe                |

Auf diese Weise ergeben sich neun Kombinationen von Geschäftsfeldern.
Zu den Business-to-Consumer-Beziehungen gehören alle Transaktionen, die zwischen Unternehmen und Privathaushalten stattfinden. Hierzu gehört die Lieferung von Gütern durch den  Einzelhandel, Versandhandel, Online-Handel und der Export an Privatpersonen (etwa Waren) sowie die Dienstleistungen im Dienstleistungssektor (etwa Reparatur in der Kfz-Werkstatt).
Business-to-Consumer tritt durch die neuen Medien in Form des Direktmarketing zunehmend in den Vordergrund vor klassischer Medienarbeit (als Beziehung zu den Medien in ihrer Rolle als Institutionen): Das umfasst die eigene Webseite als Werbeträger ebenso wie Online-Handel (E-Commerce), insbesondere von Einzelhandelsunternehmen, die auf diesem Wege versuchen, neue Kundenkreise zu erschließen. Als Beispiel kann das System Amazon Go dienen. Im Internet wird B2C häufig durch Affiliate-Programme abgewickelt beziehungsweise nutzen Hersteller vermehrt E-Commerce-Shopanbieter wie z. B. Shopify, um über den Direct-to-Consumer-Kanal mit Endkonsumenten in Kontakt zu treten.
Beim Sonderfall des Direct-to-Consumer wird im Rahmen der Disintermediation ein Zwischenhändler umgangen. So setzen Hersteller selbst Onlineshops ein, um ihre Produkte direkt an die Endkunden zu verkaufen. Beispiel für einen D2C-Ansatz ist das US-Unternehmen Dollar Shave Club, ein Rasierklingen-Abo-Startup, das von Unilever für 1 Milliarde US-Dollar gekauft wurde.

## Wirtschaftliche Aspekte
Die Unternehmen müssen hierbei eine langfristige Kundenbindung als Unternehmensziel anstreben, die durch Dauerschuldverhältnisse, Stammkunden oder Stammgäste erreicht werden kann. Damit gehört Business-to-Consumer zum Customer-Relationship-Management. 	
Consumer-to-Business- und Business-to-Consumer-Beziehungen sind in der Volkswirtschaftslehre Transaktionen, die einen hohen Anteil am Bruttoinlandsprodukt aufweisen. So erreicht die Briefpost von Unternehmen/Behörden in den zehn EU-Mitgliedstaaten mit dem höchsten Briefaufkommen 60,3 Prozent aller Briefe an Privatpersonen und von Privatpersonen an Unternehmen/Behörden 5,4 Prozent.